# Łazy (powiat Jarosławski)
Łazy is een dorp in de gemeente Radymno, Powiat Jarosławski, Subkarpaten, in het zuidoosten van Polen, vlak bij Oekraïne. Het ligt 6 km ten noordoosten van Radymno, 14 km ten oosten van Jarosław, en 62 km ten oosten van Rzeszów.
Er wonen 1100 mensen in Łazy.